# アッツォーネ
アッツォーネ（イタリア語: Azzone  ( 音声ファイル)）は、イタリア共和国ロンバルディア州ベルガモ県にある、人口約400人の基礎自治体（コムーネ）。

## 地理

### 位置・広がり
ベルガモ県北東部、ヴァッレ・ディ・スカルヴェのコムーネ。県都ベルガモから北東へ46km、州都ミラノから北東へ92kmの距離にある。

#### 隣接コムーネ
隣接するコムーネは以下の通り。括弧内のBSはブレシア県所属を示す。
- アンゴロ・テルメ (BS)
- ボルノ (BS)
- コーレレ
- スキルパーリオ
- ヴィルミノーレ・ディ・スカルヴェ

### 地震分類
イタリアの地震リスク階級 (it) では、3 に分類される
。

## 行政

### 山岳部共同体
広域行政組織である山岳部共同体「スカルヴェ山岳部共同体」  (it:Comunità montana di Scalve)  （事務所所在地：ヴィルミノーレ・ディ・スカルヴェ）を構成するコムーネである。